# Barbara McNair
Barbara McNair (Racine, Wisconsin, 4 de Março de 1934 — Los Angeles, 4 de Fevereiro de 2007) foi uma cantora e actriz afro-americana.

## Biografia
McNair estudou no American Conservatory of Music em Chicago. A sua grande oportunidade surgiu quando venceu no "Arthur Godfrey's Talent Scouts", o que a conduziu à contratação por clubes famosos como "The Purple Onion" e "Cocoanut Grove". Tornou-se rapidamente numa das mais populares cabeças de cartaz do país e participou em vários programas televisivos tais como "The Steve Allen Show", "Hullabaloo", "The Bell Telephone Hour", e "The Hollywood Palace", enquanto gravava para a "Coral", "Signature" e "Motown". Entre os seus maiores sucessos estão "You're Gonna Love My Baby" e "Bobby".
McNair começou a carreira de actriz na televisão, em séries como "Dr. Kildare", "I Spy", "Mission: Impossible" e "Hogan's Heroes". Ela chamou a atenção do público com as muito publicitadas cenas de nudez, no filme "If He Hollers Let Him Go" (1968), em que contracenou com Raymond St. Jacques. Depois fez uma freira em "Change of Habit" (1969) com Mary Tyler Moore e Elvis Presley. Fez de esposa de Sidney Poitier em "They Call Me MISTER Tibbs!" (1970) e na sequência, "The Organization" (1971).
Também actuou na Broadway, em espectáculos como "The Body Beautiful" (1958), "No Strings" (1962), e "The Pajama Game" (1973).
McNair teve o seu próprio programa televisivo, "The Barbara McNair Show»", em 1969, mas este durou apenas uma estação, apesar de ter uma lista de convidados de primeira, como Tony Bennett, Sonny Bono e Cher.
Em 1976 o seu marido, Rick Manzi, foi assassinado. Jimmy "The Weasel" Frattiano, o patrão da Máfia tornado informador do FBI, afirmou no seu livro "The Last Mafioso" que Manzi era um associado da Máfia.
As suas gravações incluem "Livin' End", "I Enjoy Being a Girl", "The Ultimate Motown Collection", um duplo CD com 48 faixas que inclui os seus dois álbuns para a etiqueta.
Nos últimos anos, McNair residia na área de Los Angeles, jogando ténis e esquiando para se manter em forma, viajando ocasionalmente.
Morreu aos 72 anos, depois de uma batalha contra o cancro da garganta. Está a ser feito um compêndio da sua obra com o título "I Want Hen Fap" a lançar em Julho de 2007.

## Filmografia
- Spencer's Mountain (1963) – Graduation Singer (sem créditos))
- If He Hollers, Let Him Go! (1968) – Lily
- Stiletto (1969) – Ahn Dessie
- Venus in Furs (1969) – Rita
- The Lonely Profession (1969) – Donna Travers
- Change of Habit (1969) – Sister Irene
- They Call Me Mister Tibbs! (1970) – Valerie Tibbs
- The Organization (1971) – Valerie Tibbs
- Fatal Charm (1990)  – English Teacher
- Neon Signs (1996) – Grace (final film role)

## Discografia

### Álbuns
- Front Row Center (Coral CRL57209, 1959)
- Love Talk (Signature SM 1042, 1960)
- The Livin' End (Warner WS 1570, 1964)
- I Enjoy Being A Girl (Warner WS 1541, 1966)
- Here I Am (Motown MS-644, November 1966)
- The Real Barbara McNair (Motown MS-680, April 1969)
- More Today Than Yesterday (Audio Fidelity – AFSD 6222, 1969)
- Here's To Life (2006)